# Délégation de Velletri

La délégation apostolique de Velletri fut une subdivision administrative de l’État pontifical, correspondant à la partie méridionale de la province italienne de Rome et à la partie septentrionale des provinces de Latina et Frosinone. Elle confinait avec la comarque de Rome, à l’est avec la  délégation de Frosinone, au sud avec le royaume des Deux-Siciles et à l’ouest avec la mer Tyrrhénienne.
La délégation qui était régie par un cardinal avec le titre de légat apostolique (au lieu de simple délégué) était aussi reconnue comme légation de Velletri. Le légat était normalement le doyen du Collège des cardinaux.

## Historique
La légation fut instituée par le pape Grégoire XVI par le motu proprio du 1er février 1832, réduisant l’extension de la délégation de Frosinone voisine.
Le chef-lieu de la légation était la cité de Velletri, située entre le mont Albain et les marais pontins ; position stratégique sur la via Appia.
Le 22 novembre 1850, avec le retour d’exil du pape Pie IX à Rome, après l’expérience de la République romaine (1849), fut instituée la légation de Maritime et Campagne (it) (quatrième légation) incorporant Frosinone à Velletri (qui devient chef-lieu). Cette quatrième légation survécut jusqu’à la prise de Rome (20 septembre 1870) et la fin du pouvoir temporel des papes.
En 1835, la légation de Velletri comportait un seul district (Velletri) composé de huit gouvernements (Cisterna di Latina, Cori, Rocca Massima, Segni, Sezze, Terracina, Valmontone et Velletri).

## Source de traduction
- (it) Cet article est partiellement ou en totalité issu de l’article de Wikipédia en italien intitulé « delegazione apostolica di Velletri » (voir la liste des auteurs) le 16/07/2012.